# Giulia Vecchio
Giulia Vecchio (Mesagne, 18 marzo 1992) è un'attrice e imitatrice italiana.

## Biografia
Cresciuta a Brindisi, si diploma al liceo classico, ed è in occasione di una gita di classe al teatro greco di Siracusa che decide d'intraprendere la carriera di attrice. Terminato il liceo si trasferisce a Milano, dove nel 2014 consegue il diploma di attrice presso il Piccolo Teatro; negli anni continua a seguire la carriera teatrale e cinematografica.

## Vita privata
Giulia Vecchio è legata sentimentalmente al musicista e attore Carlo Amleto.

## Filmografia

### Cinema
- Ennio Doris - C'è anche domani – film biografico, regia di Giacomo Campiotti (2024)

### Televisione
- Il paradiso delle signore – soap opera (2015-2017, 2021-2022)
- Don Matteo – serie TV, episodi 10x24-10x25-10x26 (2016)
- Tutto può succedere – serie TV, seconda stagione (2017)
- Trust - Il rapimento di Getty (Trust) – serie TV, episodi 9 e 10 (2018)
- Imma Tataranni - Sostituto procuratore – serie TV, episodi 1x04, 2x02, 2x04 (2019-2021)
- Blanca – serie TV, episodio 1x02 (2021)
- Cops - Una banda di poliziotti – serie TV, seconda stagione (2021)
- Un passo dal cielo – serie TV, settima stagione (2023)
- Il metodo Fenoglio - L'estate fredda – serie TV (2023)

## Programmi televisivi
- Miss Italia (Rai 1, 2010) Concorrente
- Tadà (Deejay TV, 2016)
- La TV delle ragazze - Gli Stati Generali 1988-2018 (Rai 3, 2018)
- Bar Stella (Rai 2, 2023)
- Da Natale a Santo Stefano (Rai 2, 2023)
- GialappaShow (TV8, dal 2025)[2]
- Comedy Match (Nove, 2025)

## Programmi radiofonici
- Radio 2 Social Club (Rai Radio 2, dal 2024)
- Afa azzurra Afa Chiara (Rai Radio 2, 2024)
- Il Gelo è sempre più blu (Rai Radio 2, dal 2024)

## Teatro

### Attrice
- Le avventure della villeggiatura, di Carlo Goldoni, regia di Gianfranco De Bosio (2011)
- Il misantropo, di Molière, regia di Enrico D'Amato (2012)
- Giulio Cesare, di William Shakespeare, regia di Carmelo Rifici (2012)
- Eugenio Onegin, da Puskin, a cura di Laura Pasetti (2013)
- L'incorruttibile, di Hugo von Hofmannsthal, regia di Mauro Avogadro (2013)
- Dettagli, regia di Giovanni Crippa (2013)
- Federico II, regia di Michele Placido (2013)
- Letture sul tempo, regia di Claudio Longhi (2014) – voce narrante
- Il pranzo di Babette, da Karen Blixen, regia di Laura Pasetti (2014)
- Calderón, di Pier Paolo Pasolini, regia di Luca Ronconi (2014)
- Strano interludio, di Eugene O'Neill, regia di Giovanni Crippa (2014)
- Tre sorelle, di Anton Čechov, regia di Enrico D'Amato (2014)
- La buona novella, di Emilio Russo, regia di Emilio Russo e Caterina Spadaro (2014)
- Ragazzi italiani, regia di Mario Grossi (2016)
- L'opera da tre soldi, di Bertolt Brecht, regia di Damiano Michieletto (2016)
- Theatre Bridge, regia di Eimuntas Nekrošius (2017)
- Fiato d'artista, regia di Evita Ciri (2018)
- Contenuti zero, regia di Pablo Solari (2019-2020)[3]
- Non so piangere a comando di Giulia Vecchio, Andrea Delfino, Rossella Rizzi - one woman show (2024)[4]

### Assistente alla regia
- Sogno di una notte di mezza estate – Theater an der Wien di Vienna (2018)